# Condado de Carroll (Tennessee)
O Condado de Carroll é um dos 95 condados do Estado americano do Tennessee. A sede do condado é Huntingdon, e sua maior cidade é McKenzie. O condado possui uma área de 1 554 km² (dos quais 2 km² estão cobertos por água), uma população de 29 475 habitantes, e uma densidade populacional de 19 hab/km² (segundo o censo nacional de 2000). O condado foi fundado em 7 de novembro de 1821.